# Municipio de Benton (condado de Butler)
El municipio de Benton (en inglés: Benton Township) es un municipio ubicado en el condado de Butler en el estado estadounidense de Kansas. En el año 2010 tenía una población de 2278 habitantes y una densidad poblacional de 24,46 personas por km².

## Geografía
El municipio de Benton se encuentra ubicado en las coordenadas 37°46′54″N 97°5′55″O / 37.78167, -97.09861. Según la Oficina del Censo de los Estados Unidos, el municipio tiene una superficie total de 93.14 km², de la cual 93,14 km² corresponden a tierra firme y (0 %) 0 km² es agua.

## Demografía
Según el censo de 2010, había 2278 personas residiendo en el municipio de Benton. La densidad de población era de 24,46 hab./km². De los 2278 habitantes, el municipio de Benton estaba compuesto por el 94,82 % blancos, el 0,97 % eran afroamericanos, el 0,97 % eran amerindios, el 0,53 % eran asiáticos, el 0,97 % eran de otras razas y el 1,76 % eran de una mezcla de razas. Del total de la población el 2,46 % eran hispanos o latinos de cualquier raza.